# (7055) 1989 KB
(7055) 1989 KB là một tiểu hành tinh vành đai chính. Nó được phát hiện bởi Henry E. Holt ở Đài thiên văn Palomar ở Quận San Diego, California, ngày 31 tháng 5 năm 1989.